# 남방개
남방개(학명: Eleocharis dulcis 엘레오카리스 둘키스[*])는 사초과의 여러해살이풀이다.

## 특징
키는 40~80cm이고, 꽃색은 녹색이다. 꽃대는 둥글고 지름이 2~5mm인데, 회록색이고 밋밋하지만 격막이 있기 때문에 마르면 마디가 있는 것처럼 보인다. 꽃줄기 끝에 길이 2~4cm, 지름 3~4mm인 원기둥꼴 꽃이삭이 핀다. 비늘조각은 길이가 5~6mm이고 백록색이며, 모양은 넓은 긴둥근꼴이고 끝이 자른꼴이다. 암술대는 짧은 세모꼴이고 반상체가 뚜렷하지 않으며, 암술머리는 3개이고 바늘같이 가는 꽃덮개 갈래조각이 6~8개 있다. 잎은 칼집 모양이고 줄기를 싼다. 잎집은 길이가 5~20cm이고, 부분적으로 붉은 빛이 돈다. 열매는 길이가 2mm정도인 수과인데, 거꿀달걀 모양 둥근꼴이고 황갈색이며 밋밋하다. 뿌리줄기가 옆으로 길게 뻗고, 끝에 덩이줄기가 달린다.

## 분포
아프리카 (가나, 감비아, 기니, 나이지리아, 남아프리카공화국, 라이베리아, 마다가스카르, 말리, 모리셔스, 보츠와나, 부르키나파소, 세네갈, 세이셸, 시에라리온, 우간다, 잠비아, 케냐, 코트디부아르, 탄자니아, 토고) 및 아시아 태평양 (누벨칼레도니, 말레이시아, 미얀마, 베트남, 북마리아나 제도, 사모아, 스리랑카, 오스트레일리아, 인도, 인도네시아, 일본, 중국, 타이완, 태국, 통가, 파키스탄, 파푸아뉴기니, 피지, 필리핀) 지역 원산이다.
한국에서는 남부 지방의 얕은 물속에서 자란다.

## 같이 보기
- 마름